# جيمس سكوت (ملاكم)
جيمس سكوت (بالإنجليزية: James Scott)‏ولد في (17 أكتوبر عام1947،بنيوآرك في الولايات المتحدة) توفي في( 8 مايو عام 2018) هو ملاكم أمريكي.

## روابط خارجية
- جيمس سكوت على موقع بوكس ريك (الإنجليزية) (registration required)